# 10916 Окінаоуна
10916 Окінаоуна (10916 Okina-Ouna) — астероїд головного поясу, відкритий 31 грудня 1997 року.
Тіссеранів параметр щодо Юпітера — 3,291.
Названо на честь «Окіна» та «Оуна» (яп. おきな・おうな(翁嫗) окіна о:на)